# Jerry Maguire
Jerry Maguire er en amerikansk dramakomediefilm fra 1996 instrueret, produceret og skrevet af Cameron Crowe og med Tom Cruise i titelrollen som sportsagenten Jerry Maguire. Desuden medvirker Renée Zellweger og Cuba Gooding Jr. Filmen var nomineret til fem Oscars, bl.a. bedste film, bedste mandlige hovedrolle (Tom Cruise) og bedste originale manuskript, men vandt en Oscar for bedste mandlige birolle (Cuba Gooding Jr.). Tom Cruise vandt en Golden Globe Award for bedste mandlige hovedrolle.

## Medvirkende
- Tom Cruise... Jerry Maguire
- Renée Zellweger... Dorothy Boyd
- Cuba Gooding, Jr.... Rod Tidwell
- Kelly Preston... Avery Bishop
- Jerry O'Connell... Frank Cushman
- Jay Mohr... Bob Sugar
- Bonnie Hunt... Laurel, Dorothys søster
- Regina King... Marcee Tidwell
- Jonathan Lipnicki... Ray Boyd
- Jeremy Suarez... Tyson Tidwell
- Todd Louiso... Chad the Nanny
- Mark Pellington... Bill Dooler
- Jared Jussim... Dicky Fox
- Beau Bridges... Matt Cushman
- Ingrid Beer... Anne-Louise
- Glenn Frey... Dennis Wilburn
- Mark Pellington ... Bill
- Drake Bell... Jesse Remo